# Kollikodon
Kollikodon is een geslacht van uitgestorven eierleggende zoogdieren dat behoort tot de Monotremata.

## Fossiele vondsten
Fossielen van Kollikodon zijn gevonden in de Griman Creek-formatie in de opaalmijnen van Lightning Ridge in noordelijk New South Wales. Het dier werd in 1995 beschreven op basis van een geopaliseerd deel van een onderkaak met drie kiezen. In 2016 werd een tweede fossiel beschreven, een gedeeltelijke bovenkaak met zeer gespecialiseerde valse en echte kiezen. In hetzelfde gebied is ook Steropodon, een kleinere verwant van Kollikodon gevonden.

## Kenmerken
Op basis van de fossielen wordt de lichaamslengte van Kollikodon geschat op ongeveer een meter, waarmee Kollikodon een relatief groot zoogdier uit het Mesozoïcum was. In tegenstelling tot de hedendaagse verwanten, het vogelbekdier en de mierenegels, had Kollikodon tanden en krachtige kaken. De onderkaak bevat een kanaal dat wijst op de aanwezigheid van een snavel. Op basis van deze tanden en kaken wordt verondersteld dat het dier een semi-aquatisch roofdier was die de tanden gebruikten om de harde schalen van weekdieren en kreeftachtigen te kraken.